# Kirche des Heiligen Erzengels Michael (München)

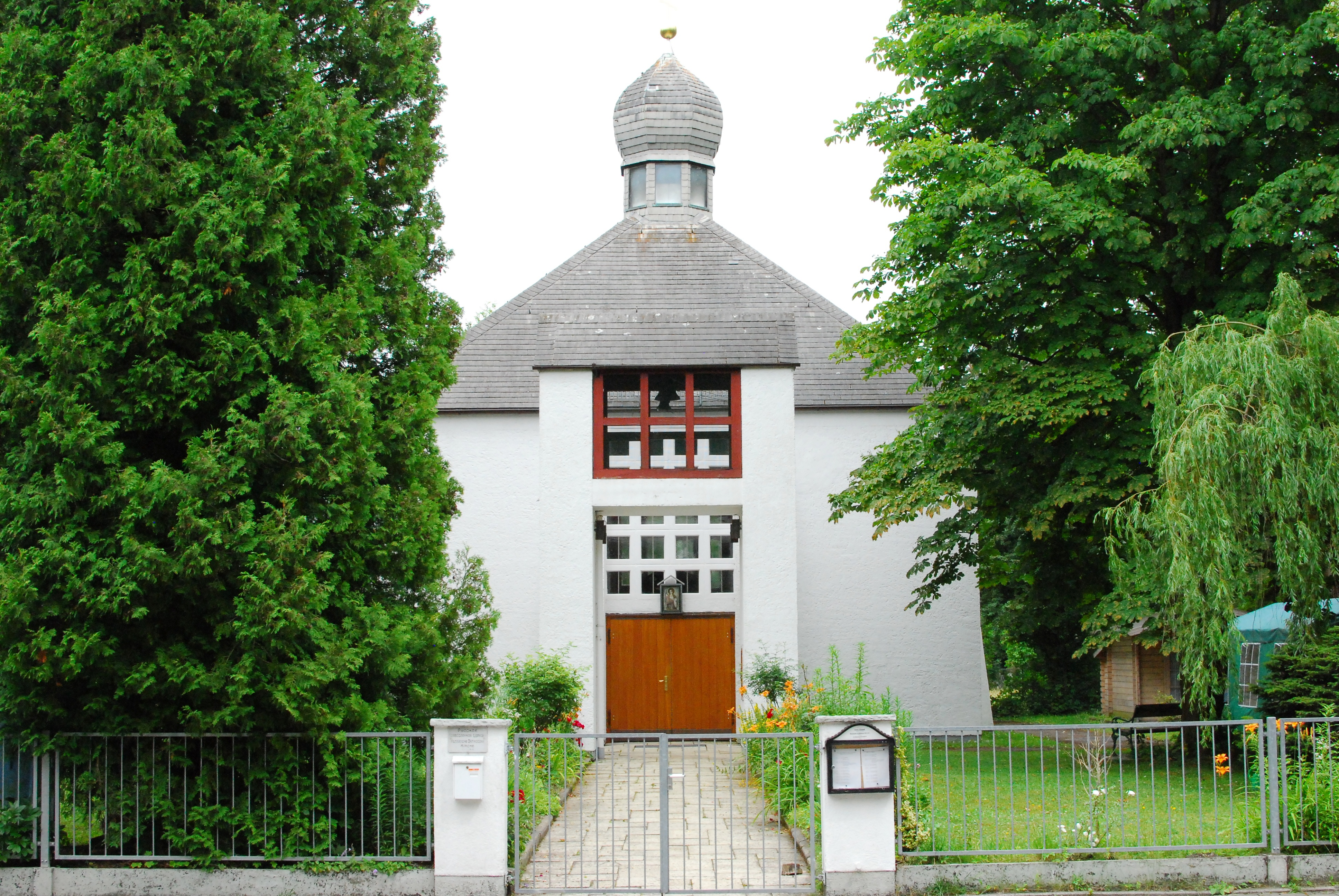
Kirche des Heiligen Erzengels Michael (2012), Ansicht von Westen

Die Kirche des Heiligen Erzengels Michael ist ein Gotteshaus der Russischen Orthodoxen Kirche im Ausland in München. Es gehört zu der Russischen Orthodoxen Diözese des orthodoxen Bischofs von Berlin und Deutschland und ist der Synaxis des Erzengel Michael und der anderen körperlosen Mächte gewidmet. Das Bauwerk ist als Baudenkmal in die Bayerische Denkmalliste eingetragen.

## Lage

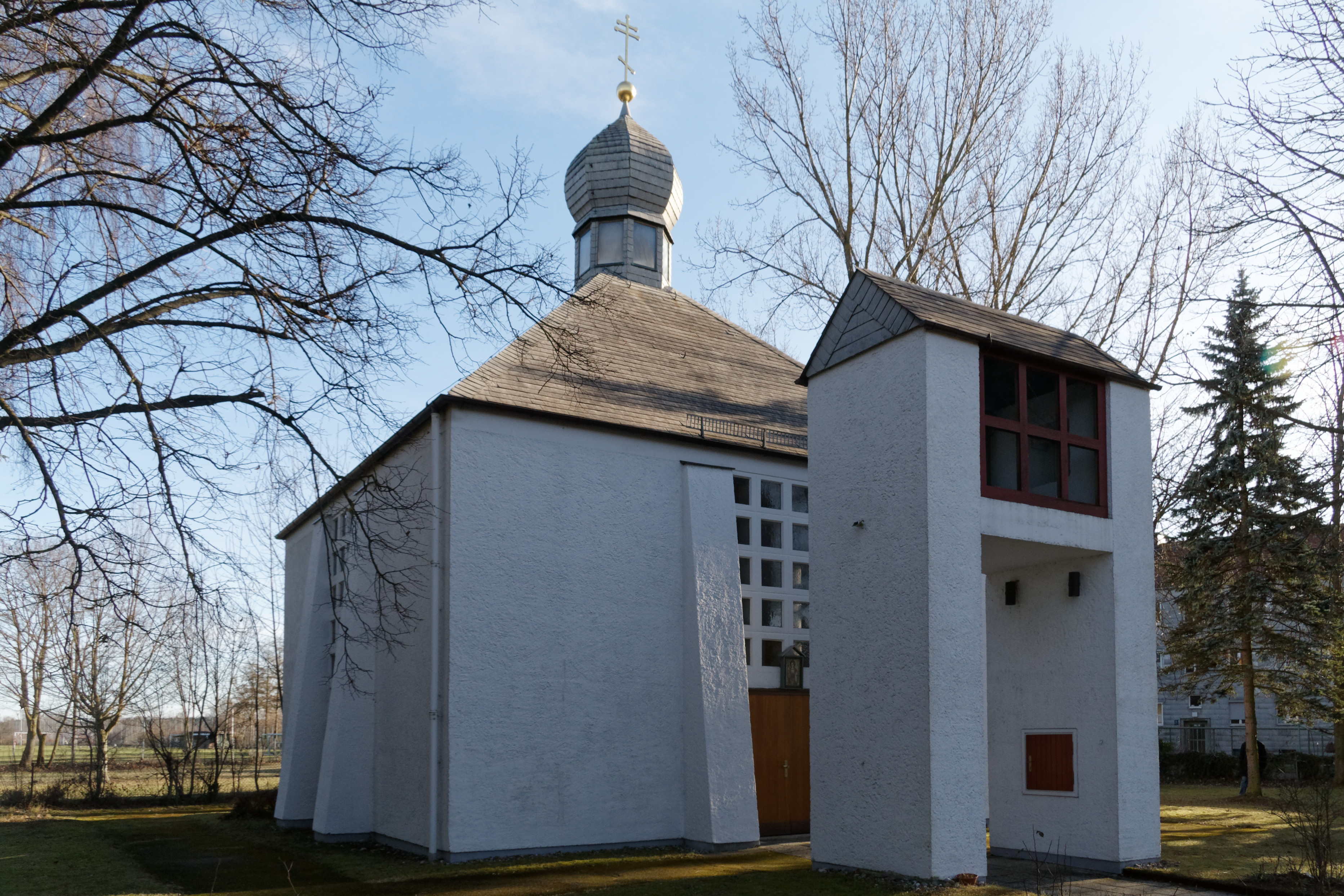
Ansicht von Nordwesten

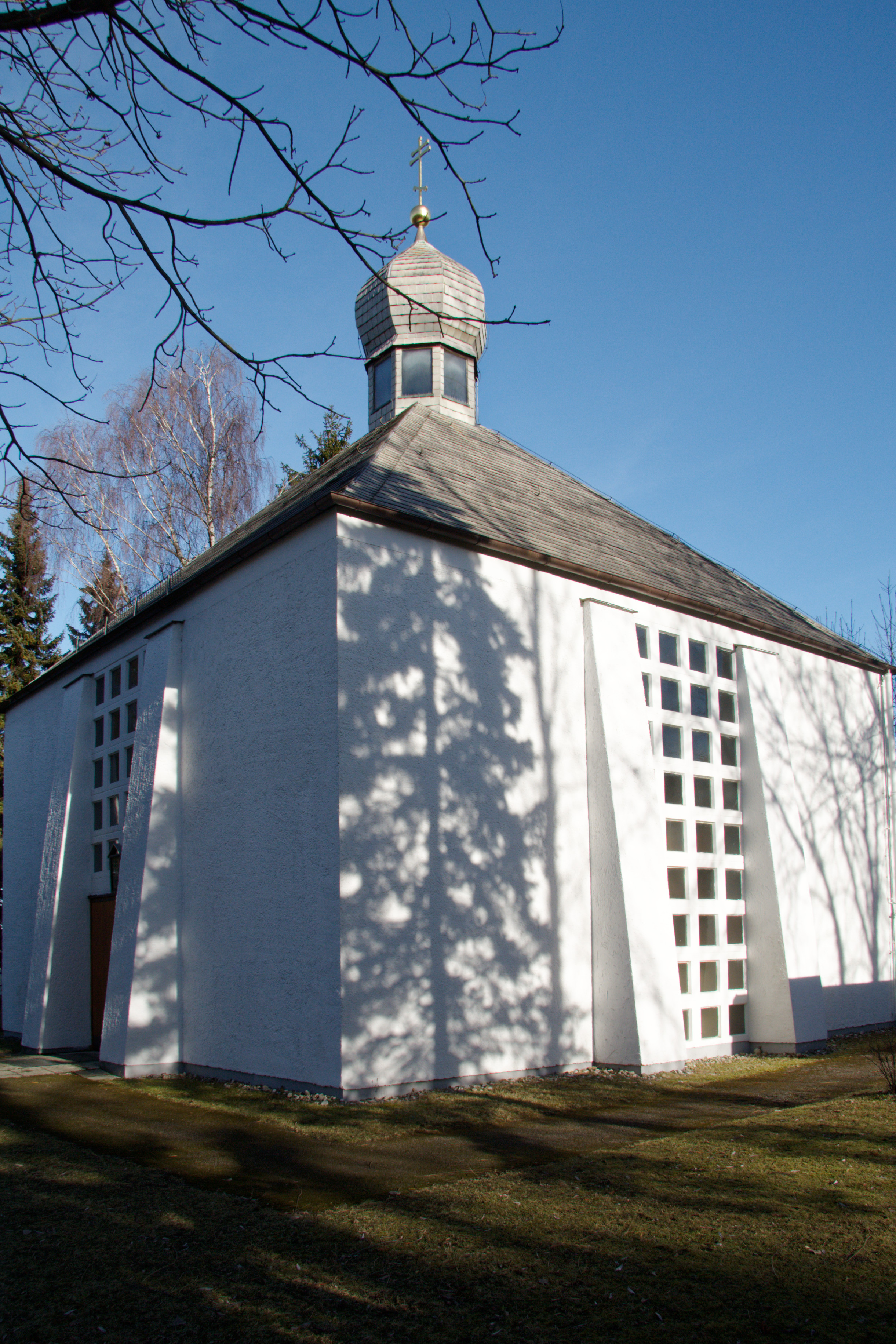
Ansicht von Südwesten

Das Kirchengebäude liegt in der Achatstraße 14 im Stadtviertel Ludwigsfeld im Stadtbezirk 24 Feldmoching-Hasenbergl am Nordrand der Siedlung Ludwigsfeld.

## Geschichte
Die Anfänge der Gemeinde sind mit der Verschleppung russischer Zwangsarbeiter nach Deutschland im Zweiten Weltkrieg und mit den nach Deutschland kommenden russischen Flüchtlingen verbunden. Als erste Kirche des Heiligen Erzengels Michael diente eine Baracke im Transitlager für Flüchtlinge in Füssen. Mit der Verlegung des Lagers wurde auch die Kirche nach Schleißheim verlegt. Dort wurde eine Holzkirche und ein Glockenturm errichtet. Beides wurde 1953 in der Nähe der Siedlung Ludwigsfeld wiederaufgebaut, wohin mittlerweile die meisten der russischen Lagerbewohner umgezogen waren.
Als das Grundstück Ende der 1950er Jahre von seinem ursprünglichen Eigentümer zurückgefordert wurde, erhielt die russisch-orthodoxe Gemeinde zum Ausgleich das Grundstück an der Achatstraße. Das neue Kirchengebäude der Gemeinde wurde von Theodor Henzler entworfen. Die Grundsteinlegung für den ersten Steinbau der Gemeinde fand am 13. Juni 1963 statt. Geweiht wurde die Kirche am 21. November 1965, dem Festtag der Synaxis des Erzengels Michael nach neuer Rechnung, durch Erzbischof Alexander. 2016 wurde der neue Altar eingeweiht.

## Beschreibung
Das schlichte Kirchengebäude hat einen etwa quadratischen Grundriss mit etwa 1 Metern Kantenlänge. Es trägt ein Zeltdach, auf dessen Spitze ein Dachreiter mit Zwiebelhaube sitzt, die von einem Russischen Kreuz gekrönt ist.
Ein Glockenstuhl steht separat vor dem Eingang der Kirche. Er besteht zwei rechteckigen Mauerpfeilern, zwischen denen ein Durchgang zum Eingang der Kirche führt. Über dem Durchgang sitzt die Glockenstube mit den Glocken. Sie trägt ein Satteldach.